# Rhapsody in Bogota
Rhapsody in Bogota és un curtmetratge gairebé íntegrament de només música i imatges, realitzat pel colombià-espanyol José María Arzuaga l'any de 1963 com a homenatge a la capital colombiana, Bogotà, i a George Gershwin, prenent com a base les composicions Rhapsody in Blue i An american in Paris d'aquest compositor estatunidenc.
Fou guardonat amb el premi perla del cantàbric al millor curtmetratge de parla hispana al Festival Internacional de Cinema de Sant Sebastià de 1963.

## Argument
Rodat entre 1962 i 1963, el film succeeix en un temps cíclic durant el qual es presenta un dia de la vida quotidiana urbana de Bogotà i dels seus habitants en els començaments dels anys 60 del passat segle, des d'una alba fins un altre començar el dia, amalgamant les imatges amb la musicalització.

## Música
El suport musical fa part fonamental d'aquest film, pel fet que fa contrapunt a les imatges amb les seves  síncopes.

## Restauració
La fundació patrimoni fílmic colombià s'ha encarregat de recuperar-la i preservar-la, atès que només existien còpies amb esvaïment del color original, per això van realitzar perquisicions en productores d'Espanya i Colòmbia i es va realitzar una restauració unint les parts conservades dels rotllos disponibles, adaptant-la també al sistema Dolby.